# Cultures en Transition
Cultures en Transition (título en inglés Voices of Transition) es una película documental dirigida y producida por Nils Aguilar en 2012. La película fue producida en Francia y Alemania y trata de los riesgos de la producción agraria debido a la escasez de energía y recursos. Además, muestra alternativas agrarias ecológicas en Francia. Las Comunidades de Transición, así como la agricultura urbana de Cuba, son movimientos precursores que aspiran a transformar la producción de alimentos de la agricultura industrial a una producción a pequeña escala y descentralizada. La película se estrenó en cines en Alemania el 2 de mayo de 2013 y fue promocionada en todo el país. En Austria y en otros países del extranjero se estrenó el 2 de abril de 2014.

## Argumento
La película muestra, mediante entrevistas, gráficos y textos, qué problemas surgen de la agricultura industrial actual y por qué no sirve para alimentar a toda la población a medio plazo. Para producir alimentos con un valor calórico de una kcal es necesario emplear petróleo por valor de 10-20 kcal para la producción de abono y transporte, lo que hace que los precios agrícolas dependan mucho del precio del petróleo. Por lo tanto, es previsible que los precios de los alimentos sigan aumentando debido al agotamiento del petróleo y al incremento del precio de este. Esta dependencia supone una gran vulnerabilidad para el suministro de alimentos. Además, la agricultura es responsable del 40% de las emisiones de gases de efecto invernadero, lo que acelera el cambio climático. También se pone en peligro el propio suelo utilizable, ya que el uso masivo de abono mineral provoca una gran pérdida de tierra fértil. Unido a la erosión y a la disminución del rendimiento de la tierra, que solo podría compensarse con más fertilizantes, la pérdida del suelo utilizable es una amenaza que podría ser real en tan solo unas décadas. 
Como consecuencia de la industrialización de la agricultura desde 1920 ha habido muchas pérdidas de puestos de trabajo, gran concentración de tierras en propiedad de pocas personas (en la película se dice que en Francia cierra una granja cada 23 minutos), y una fuerte dependencia de empresas como Monsanto o Bayer, que controlan la cadena de producción desde las semillas y los fertilizantes hasta los «cócteles químicos» necesarios para la creación de plantas híbridas. Según se indica en el documental, el Banco Mundial financia estos desarrollos a través de subvenciones.  
Para comentar estos problemas, en el documental aparecen la activista medioambiental Vandana Shiva, el fundador de las Comunidades de Transición Rob Hopkins, y otros expertos agrícolas que llevan a cabo los estudios del suelo de los campos. La dependencia del petróleo se ilustra a través de la comuna francesa, Rungis, un mercado mayorista de alimentos. 

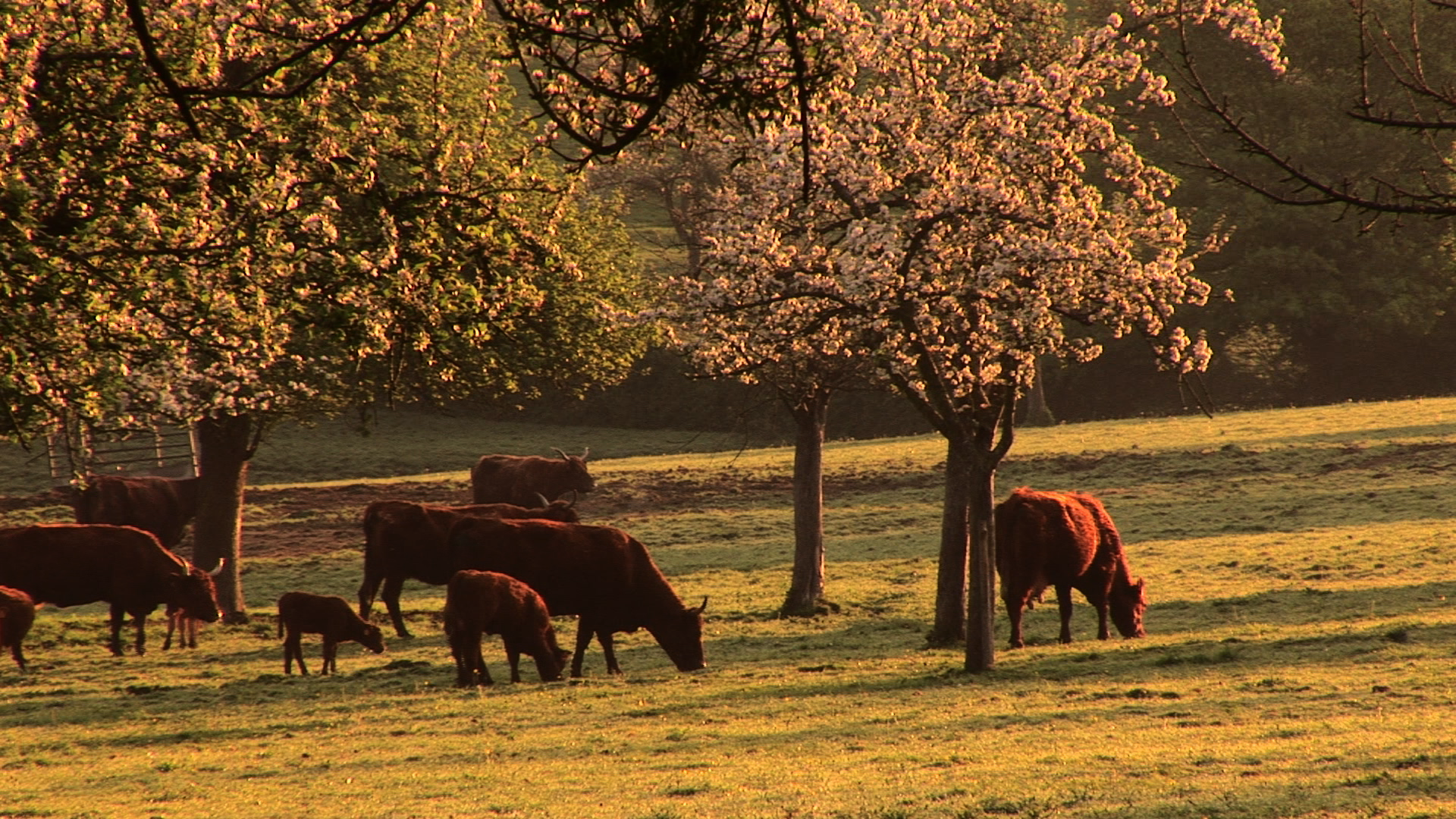
Agrosilvicultura en la región de Normandía

Para mostrar las alternativas a la agricultura convencional se visitaron lugares en Francia e Inglaterra. El experto en agrosilvicultura, Martin Crawford, recorre su jardín mientras explica la combinación de plantas en distintos niveles, cuya particular disposición ayuda al abastecimiento mutuo de nutrientes. También señala la gran productividad de la superficie y la eficiencia que la permacultura ha aportado a su jardín, además de la poca energía que consume. Otro uso se aprecia en los campos, donde se plantan hileras de árboles y, entre ellos, crecen cereales. Es cierto que los cereales se pueden seguir cosechando de forma mecánica, pero, según Crawford, con los árboles se mejoraría el microclima, ayudarían a aumentar la biodiversidad mediante la creación de hábitats para los animales y mejoraría la calidad del suelo gracias a sus raíces, que se desprenden regularmente. Los árboles también podrían compensar el déficit de madera de Europa y absorber dióxido de carbono. Además, toda esa madera revalorizaría la tierra.  En el documental aparecen expertos como Christian Dupraz, del Instituto Nacional para la Investigación Agronómica, y el edafólogo Claude Bourguignon.

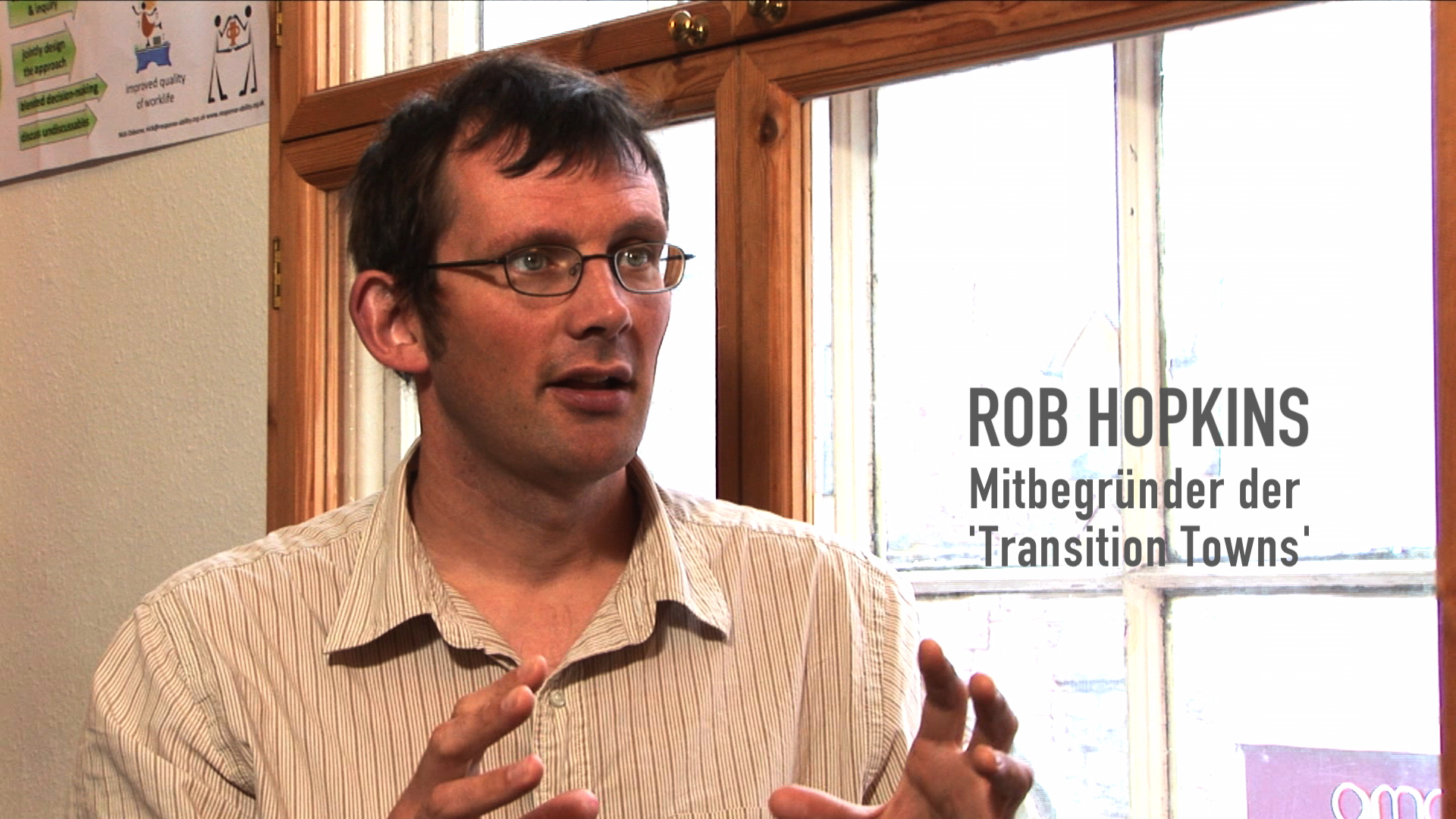
Rob Hopkins

Ahora se ven iniciativas de Comunidades de Transición en Reino Unido; los actores locales dicen que están comprometidos con un futuro más viable mediante la construcción de estructuras resilientes a los picos del petróleo, el calentamiento global o las crisis económicas cuyos efectos se perciben como una amenaza. La película muestra al jardinero de permacultura Mike Feingold, cómo trabaja en su huerto comunitario y cómo procesa las manzanas que cosecha para convertirlas en zumo. También se presentan mercados de trueque, una moneda local llamada Totnes Pound y eventos en los que se llevan a cabo siembras conjuntas con el objetivo de lograr una «ciudad comestible». Sally Jenkins, del proyecto Grofun (Growing Real Organic Food in Urban Neighbourhoods), muestra cómo cultivar alimentos en el jardín con la esperanza de que más personas se animen a hacerlo. Los proyectos los presenta el cofundador del movimiento, Rob Hopkins, que enfatiza la necesidad de una visión que pueda motivar a la gente en las próximas décadas. De este modo, es posible prepararse de forma colectiva para una crisis inminente y, al mismo tiempo, volver a aprender a disfrutar de la vida. 

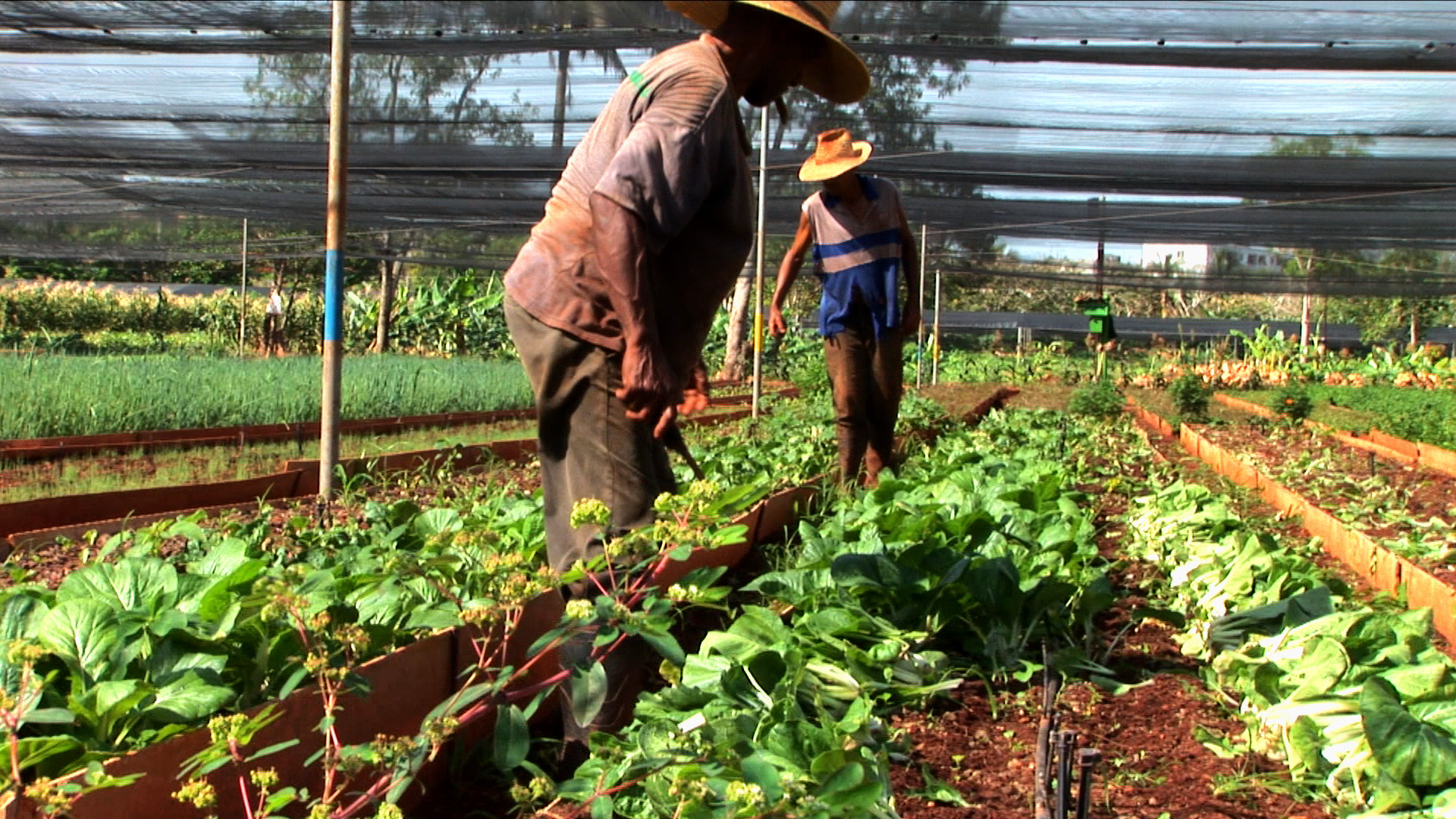
Cooperativa Alamar, Cuba

El último tercio de la película está dedicado a Cuba, cuya agricultura fue aislada del petróleo y de los mercados internacionales debido al derrumbamiento de la Unión Soviética a principios de la década de los 90. Por este motivo, se desarrollaron los huertos comunitarios y la agricultura urbana, donde se cultivan alimentos orgánicos. Gracias a ello, se puede satisfacer el 70% de la demanda de verdura fresca en La Habana con productos de la capital y sus alrededores. La producción es de aproximadamente 20 kg por metro cuadrado. El protagonista de esta sección es Fernando Funes-Manzote, cofundador del Grupo de Agricultura Orgánica, que recibió en 1999 el Premio Right Livelihood. Explica que Cuba es uno de los pocos países que va a tener un suministro sostenible de alimentos y que, según un estudio realizado por el Fondo Mundial para la Naturaleza (en inglés, WWF), es el único país que cumple con los dos criterios mínimos para un desarrollo sostenible. La explotación nacional de la agricultura urbana ha llevado a una alta soberanía alimentaria y ha reducido el precio del petróleo y la dependencia del mercado mundial. Por eso, el desarrollo de Cuba, surgido por necesidad, podría servir de ejemplo a otros países, cuyos problemas de abastecimiento son ya inminentes.

## Contexto
El director Nils Aguilar dijo en una entrevista que le había afectado mucho cómo los grandes consorcios agrarios habían acallado las revueltas de los indígenas argentinos, que protestaban para no ser expulsados. Sus fuentes de inspiración para crear la película, que «cause una reacción al mostrar soluciones positivas», fueron la permacultura, que ha practicado desde 2003, y el libro Le sol, la terre et le champs, escrito por el científico Claude Bourguignon.
El objetivo del proyecto es crear una herramienta pedagógica para el movimiento de comunidades de transición y fomentar la agroecología. Aguilar, nacido en 1980 en Tubinga (Baden-Wurtemberg), empezó la película junto a un codirector que abandonó el proyecto al poco tiempo porque no creía en él. Por eso, Nils trabajó en el proyecto de manera autodidacta durante aproximadamente cuatro años.
La película fue producida por él mismo con bajo presupuesto, por lo que tuvo que llevarse a cabo con ayuda de personas voluntarias. El director recibió ayuda del programa de la Unión Europea Juventud en acción y del programa Envie d’agir del Ministerio de Juventud francés. Además, se llevaron a cabo dos campañas de crowdfunding con las que se recaudaron 13 000 euros en total. La película fue distribuida más tarde en Alemania. 

## Estreno
El estreno oficial en cines fue en mayo de 2013. Hubo un preestreno en el congreso «Agriculture in Transition» de la Fundación Heinrich Böll en 2013, al que acudió Rob Hopkins. Esta proyección fue el comienzo de una gira por Alemania con 16 paradas, durante la que obtuvo un amplio reconocimiento, por lo que se proyectó en más de 22 festivales internacionales.
Solamente en el Festival Alimenterre de 2013 la película alcanzó 192 proyecciones públicas en países de habla africana y francesa, con un total de 12.520 espectadores. También se proyectó en el festival canadiense Cinema Politica.
Al mismo tiempo que se estrenaba en los cines de ámbito de habla alemana, se realizaron varias giras por Italia, EE. UU., Portugal, parte de Bélgica (Valonia y Flandes), Gran Bretaña, Argentina y Chile.
Desde el verano de 2014, la película también está disponible en formato DVD en un total de 17 idiomas con subtítulos. 

## Galardones
- Premio principal: Ecological Success Stories Ekotopfilm-Festival, 2012[22]
- Mejor Película Medioambiental, Festival de cine de Colorado, 2014
- Ganadora a Mejor Director Revelación, Oregon International Film Awards, 2014[23]
- Premio del rector de la Universidad de Nitra, Festival Agrofilm, 2015
- Premio del Público (Prix du Public / Publikumspreis); Festival Univerciné – Allemand en Nantes, 2017[24]

## Festivales
- Ekotopfilm-Festival en Bratislava, 2012[22]
- Festival Génération Durable en Verneuil-sur-Avre, Francia, 2012[25]
- Festival Globale en Wurzburgo[26] y Leipzig,[27] Alemania, 2012
- Festival de Cine Verde en Romandía, Suiza, 2012[28]
- Festival Alimenterre en Bruselas, 2012[29]
- Festival des Libertés en Bruselas[30]
- 8º Festival Internacional de Cine Ecológico en Bourges, Francia, 2012[31]
- Festival Ecofalante en São Paulo, 2013
- Festival Alimenterre en Francia, 2013
- Festival de Cine Medioambiental de RD en Santo Domingo, República Dominicana, 2013
- Filmambiente Rio de Janeiro en Brasil, 2013[32]
- Festival Internacional de Cine Ecológico Ecofest en Transilvania, Rumanía
- Green Film Festival en Seúl, Corea del Sur, 2013[33]
- Festival International du Film de l'Environnement FIFE en París, 2013[34]
- Cinema Verde Festival en Gainesville, Florida, 2013[35]

- Festival de Cine Medioambiental de la Capital del País en Washington D. C., 2013[36]
- Festival Green Me antes del Festival del Berlinale en Berlín, Alemania, 2013
- Cinema Politica en Canadá, 2013[18]
- Oregon International Film Awards en Oregón, Ganadora a Mejor Director Revelación, 2014[23]
- Festival de Cine de Colorado, Mejor Película Medioambiental, 2014
- The Southafrican Eco Film Festival en Ciudad del Cabo, 2014[37]
- Life Sciences Film Festival en Praga, República Checa, 2014[38]
- Festival Agrofilm en Nitra, Eslovaquia, 2015
- The Kuala Lumpur Eco Film Festival en Malasia, 2015
- Festival internacional de cine de Derechos Humanos de Buenos Aires DerHumAlc, en Argentina, 2015
- Sunchild IEFF en Ereván, Armenia, 2016
- Singapore Eco Filmfest en Singapur, 2016[39]
- Univerciné – Allemand en Nantes, Francia, 2017[24]

## Recepción
La película se proyectó en numerosas «iniciativas de transición», más de veinte se fundaron inmediatamente después de una proyección y en 2012 fue seleccionada como una de las diez películas más populares del movimiento.
En el festival eslovaco Ektopfilm, donde se otorgó a la película el máximo galardón en la categoría People and Earth/Ecological Success Stories,Voices of Transition fue descrito como «un documental entusiasta sobre la respuesta de agricultores y comunidades ante la inseguridad alimentaria en un escenario de cambio climático y al límite del agotamiento del petróleo».
Franziska Weigelt, de la institución alemana para el desarrollo de documentales Haus des Dokumentarfilms, describe el compromiso de los activistas como algo «admirable e inspirador». Sin embargo, añade «la perspectiva desde el lado opuesto […] podría haber ayudado a que tuviera más profundidad».
Angelika Ngyuyen, del periódico Der Freitag, opina que «la película de Nils Aguilar impacta más cuando las voces analíticas de los expertos dejan de resonar en nuestros oídos […]. Cuando solo se oye el zumbido de las abejas en la granja de Mike Feingold. La manera en la que se sienta allí este diseñador de permacultura, en mono, con su melena salvaje; el rebelde contra las granjas de fresas en Kenia […] y dice “Esto es felicidad”.»
Uwe Schneidewind, director del Wuppertal Institut für Klima, Umwelt, Energie, una institución de investigación independiente sin ánimo de lucro que investiga sobre la sostenibilidad y el medio ambiente, sostiene que la película es «una obra maestra; fascinante tanto en contenido como en forma.»
David Bollier, autor y cofundador del medio de información alternativa Commons Strategies Group, afirma en su blog lo siguiente: «La nueva e inspiradora película sobre agricultura que necesitábamos.»
Niko Paech, presidente de la sociedad científica para economía ecológica Vereinigung für Ökologische Ökonomie, escribe: «Ninguna película de este ámbito me había impresionado y entusiasmado tanto como Voices of Transition de Nils Aguilar. He visto la película ya cinco veces… ¡Más veces que Blade Runner y Solo ante el peligro!»
Sarah Wiener, chef de televisión y escritora, comenta sobre la película: «Esta película hacía falta desde hace tiempo. Muestra soluciones acerca de la actual crisis alimentaria y anima a la gente a actuar aquí y ahora.»
Reinhard Lüke, de la revista de cine Filmdienst, describe la producción como una «película de agitación, que combina la jardinería doméstica con el placer del movimiento de la comida lenta»; critica, sin embargo, que Aguilar «sigue demasiado apegado al estilo de un reportaje televisivo para resultar convincente como documentalista.»
Vandana Shiva, física india y ganadora del Premio Right Livelihood, menciona en una entrevista con el cineasta: «Esta película, de gran valor, muestra exactamente lo que está por llegar: tenemos que agarrar nuestro futuro aquí y ahora, sin esperar nuevas leyes de arriba.»
Bill McKibben, periodista estadounidense y activista climático, comenta: «Esta película enseña que el tránsito hacia un nuevo mundo es posible: podemos abrir nuevos caminos, ¡solo hemos de proponernoslo!»
Rob Hopkins, fundador británico del movimiento Comunidades de Transición, afirma: «Voices of Transition abre nuestra mente hacia nuevas oportunidades y nos ofrece una nueva visión sobre una agricultura auténtica, viable en el futuro. Esta película es una herramienta muy eficaz para poner en marcha el cambio cultural.»